# 马术体操

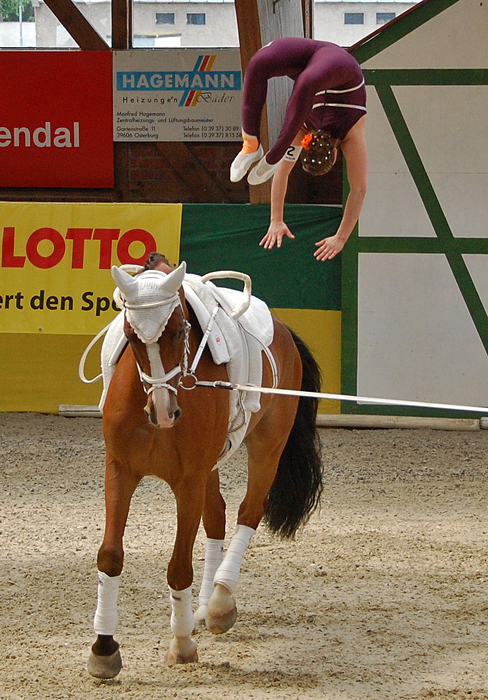
马术体操

马术体操  是指人們在马背上做体操和跳舞蹈。马术体操是國際馬術總會认可的十个马术项目之一。 。國際馬術總會對马术体操比賽選手的着装有要求。 